# 이이무라 마리
이이무라 마리(飯村 真理)는 《더 파이팅》에 등장하는 등장인물으로, 투니버스 더빙판 이름은 '이마리'이다.

## 담당 성우
- 시노하라 에미 / 이희수